# Montmirat
Montmirat – miejscowość i gmina we Francji, w regionie Oksytania, w departamencie Gard.
Według danych na rok 1990 gminę zamieszkiwały 142 osoby, a gęstość zaludnienia wynosiła 15 osób/km² (wśród 1545 gmin Langwedocji-Roussillon Montmirat plasuje się na 761. miejscu pod względem liczby ludności, natomiast pod względem powierzchni na miejscu 781.).